# Liste des monuments historiques de Niort
Ce tableau présente la liste de tous les monuments historiques classés ou inscrits dans la ville de Niort, Deux-Sèvres, en France.

## Statistiques
Niort compte 23 édifices comportant au moins une protection au titre des monuments historiques, soit 7 % des monuments historiques du département des Deux-Sèvres. Un seul d'entre eux, la caserne Duguesclin, fait l'objet de deux protections, un classement et une inscription. Trois autres édifices comportent une partie classée ; les 19 autres sont inscrits.
Le graphique suivant résume le nombre d'actes de protection par décennies depuis 1840 :

## Liste
| Monument                                      | Adresse                            | Coordonnées                        | Notice         | Protection     | Date      | Illustration                                  |
| --------------------------------------------- | ---------------------------------- | ---------------------------------- | -------------- | -------------- | --------- | --------------------------------------------- |
| Abbaye de Saint-Liguaire                      | Impasse de l'Abbaye                | 46° 19′ 32″ nord, 0° 30′ 41″ ouest | « PA79000026 » | Inscrit        | 2004      | Image manquante Téléverser                    |
| Ancien hôtel de ville de Niort, dit le Pilori | Place du Pilori                    | 46° 19′ 31″ nord, 0° 27′ 41″ ouest | « PA00101287 » | Classé         | 1879      | Ancien hôtel de ville de Niort, dit le Pilori |
| Caserne Duguesclin de Niort                   | Place Chanzy                       | 46° 19′ 45″ nord, 0° 27′ 39″ ouest | « PA00132782 » | Inscrit Classé | 1994 2002 | Caserne Duguesclin de Niort                   |
| Donjon de Niort                               | Rue Du Guesclin                    | 46° 19′ 31″ nord, 0° 27′ 54″ ouest | « PA00101283 » | Classé classé  | 1840 2014 | Donjon de Niort                               |
| Église Notre-Dame de Niort                    | Rue de la Cure Rue Bion            | 46° 19′ 22″ nord, 0° 27′ 58″ ouest | « PA00101284 » | Classé         | 1908      | Église Notre-Dame de Niort                    |
| Église Saint-André de Niort                   | 57 Rue Saint-André                 | 46° 19′ 40″ nord, 0° 27′ 43″ ouest | « PA79000044 » | Inscrit        | 2015      | Église Saint-André de Niort                   |
| Église Saint-Hilaire de Niort                 | Rue du 14 juillet                  | 46° 19′ 16″ nord, 0° 27′ 25″ ouest | « PA79000043 » | Inscrit        | 2015      | Église Saint-Hilaire de Niort                 |
| Église Sainte-Pezenne de Niort                | Rue centrale                       | 46° 20′ 57″ nord, 0° 28′ 10″ ouest | « PA79000024 » | Inscrit        | 2003      | Église Sainte-Pezenne de Niort                |
| Église Saint-Étienne de Niort                 | 50 Rue Gambetta                    | 46° 19′ 40″ nord, 0° 28′ 08″ ouest | « PA79000035 » | Inscrit        | 2008      | Église Saint-Étienne de Niort                 |
| Halles de Niort                               | place des Halles                   | 46° 19′ 32″ nord, 0° 27′ 50″ ouest | « PA00101285 » | Inscrit        | 1987      | Halles de Niort                               |
| Hôtel de Chaumont                             | 5 rue du Pont                      | 46° 19′ 34″ nord, 0° 27′ 48″ ouest | « PA79000013 » | Inscrit        | 1998      | Hôtel de Chaumont                             |
| Hôtel d'Estissac                              | 3 Rue du Petit-Saint-Jean          | 46° 19′ 27″ nord, 0° 27′ 48″ ouest | « PA00101286 » | Inscrit        | 1939      | Hôtel d'Estissac                              |
| Hôtel de La Marcardière                       | 13 rue Jean-Jacques-Rousseau       | 46° 19′ 28″ nord, 0° 27′ 36″ ouest | « PA79000022 » | Inscrit        | 2002      | Hôtel de La Marcardière                       |
| Hôtel de préfecture des Deux-Sèvres           | 4 rue Duguesclin                   | 46° 19′ 30″ nord, 0° 27′ 57″ ouest | « PA00101291 » | Inscrit        | 1987      | Hôtel de préfecture des Deux-Sèvres           |
| Hôtel de la Roulière                          | 63 rue Saint-Gelais                | 46° 19′ 37″ nord, 0° 27′ 36″ ouest | « PA00101412 » | Inscrit        | 1990      | Hôtel de la Roulière                          |
| Hôtel de ville                                | place Martin-Bastard               | 46° 19′ 25″ nord, 0° 27′ 53″ ouest | « PA79000045 » | Inscrit        | 2015      | Hôtel de ville                                |
| Immeuble                                      | 27 rue de la Juiverie 44 rue Basse | 46° 19′ 36″ nord, 0° 27′ 40″ ouest | « PA79000006 » | Inscrit        | 1997      | Immeuble                                      |
| Immeuble                                      | 64 rue Saint-Gelais                | 46° 19′ 35″ nord, 0° 27′ 35″ ouest | « PA00135592 » | Inscrit        | 1995      | Image manquante Téléverser                    |
| Immeuble                                      | 12 rue Yvers                       | 46° 19′ 33″ nord, 0° 27′ 40″ ouest | « PA79000007 » | Inscrit        | 1997      | Immeuble                                      |
| Immeuble                                      | 15 rue Yvers                       | 46° 19′ 34″ nord, 0° 27′ 40″ ouest | « PA79000008 » | Inscrit        | 1997      | Immeuble                                      |
| Maison du Gouverneur                          | 30 rue de la Porte-Saint-Jean      | 46° 19′ 27″ nord, 0° 27′ 47″ ouest | « PA00101290 » | Inscrit        | 1926      | Maison du Gouverneur                          |
| Maison                                        | 39 rue du Pont                     | 46° 19′ 36″ nord, 0° 27′ 50″ ouest | « PA00101289 » | Inscrit        | 1930      | Maison                                        |
| Maison d'arrêt de Niort                       | Rue du Sanitat                     | 46° 19′ 26″ nord, 0° 28′ 00″ ouest | « PA00101288 » | Inscrit        | 1987      | Image manquante Téléverser                    |
| Maison de la Vierge                           | 55 rue Saint-Gelais                | 46° 19′ 35″ nord, 0° 27′ 35″ ouest | « PA79000019 » | Inscrit        | 2001      | Maison de la Vierge                           |
| Pavillon Trousseau de l'hôpital de Niort      | 40 avenue Charles-de-Gaulle        | 46° 19′ 12″ nord, 0° 27′ 49″ ouest | « PA79000025 » | Inscrit        | 2003      | Image manquante Téléverser                    |
| Station de pompage du Pissot                  |                                    | 46° 19′ 57″ nord, 0° 27′ 44″ ouest | « PA79000046 » | Inscrit        | 2015      | Image manquante Téléverser                    |
| Villa d'Agescy                                | 50bis avenue Alsace-Lorraine       | 46° 19′ 38″ nord, 0° 27′ 28″ ouest | « PA00101419 » | Inscrit        | 1991      | Villa d'Agescy                                |